# Cremlingen
Cremlingen is een plaats in de Duitse deelstaat Nedersaksen, gelegen in het Landkreis Wolfenbüttel. De stad telt 12.996 inwoners. Een naburige stad is Wolfenbüttel.

## Kernen
De gemeente bestaat uit de volgende kernen:
- Abbenrode (500 inw)
- Cremlingen (2483 inw)
- Destedt (1508 inw)
- Gardessen (623 inw)
- Hemkenrode (362 inw)
- Hordorf (1158 inw)
- Klein Schöppenstedt (726 inw)
- Schandelah (2199 inw)
- Schulenrode (308 inw)
- Weddel (2950 inw)

- Gemeinsame Normdatei: 4010699-8
- MusicBrainz: 226d14af-4458-4efe-afd8-90eb98674502
- Virtual International Authority File: 244518721
- WorldCat: E39PCjJ6XJ4W7jbmcT6FJKmGHC

Baddeckenstedt · 
Börßum · 
Burgdorf · 
Cramme · 
Cremlingen · 
Dahlum · 
Denkte · 
Dettum · 
Dorstadt · 
Elbe · 
Erkerode · 
Evessen · 
Flöthe · 
Haverlah · 
Hedeper · 
Heere · 
Heiningen · 
Kissenbrück · 
Kneitlingen · 
Ohrum · 
Remlingen-Semmenstedt · 
Roklum · 
Schladen-Werla · 
Schöppenstedt · 
Sehlde · 
Sickte · 
Uehrde · 
Vahlberg · 
Veltheim (Ohe) · 
Winnigstedt · 
Wittmar · 
Wolfenbüttel